# Kenny Lala
Kenny Lala (Villepinte, 3 de outubro de 1991) é um futebolista francês que atua como lateral-direito e esquerdo. Atualmente, joga pelo Brest.

## Carreira

### Início
Lala começou a carreira no ES Parisienne, clube amador da cidade de Paris, dos seis aos 17 anos. Logo depois foi para o Paris FC com 17 anos, após destacar-se num teste onde buscavam-se talentos. Antes de entrar no Paris FC, recusou várias chances de entrar em bases de clubes profissionais por achar que não levava jeito parar obedecer as regras rígidas dos clubes.

### Paris FC
Depois de duas temporadas no time B do Paris, foi integrado ao time principal na temporada 2010–11.
Depois de uma boa temporada, e tendo feito 33 jogos pela liga francesa, Lala despertou o interesse de varios times Ligue 1, tendo sido contratado pelo Valenciennes, por 100,000 euros.

### Valenciennes
Após recusar a primeira oferta, dia 15 Junho de 2011, o Paris chegou à um acordo com o Valenciennes pela transferência do jogador. Lala  veio sem custos e assinou por 4 temporadas com o Valenciennes. Lala ficou com a camisa número 18 dada pelo técnico Daniel Sanchez e integrado ao time principal depois de primeiro jogar pelo Club B do Valenciennes na 3° divisão francesa. Lala fez sua estréia dia 5 de julho, na derrota por 4–0 para Lyon na 1° partida Ligue 1, jogando os 90 minutos.

### RC Lens

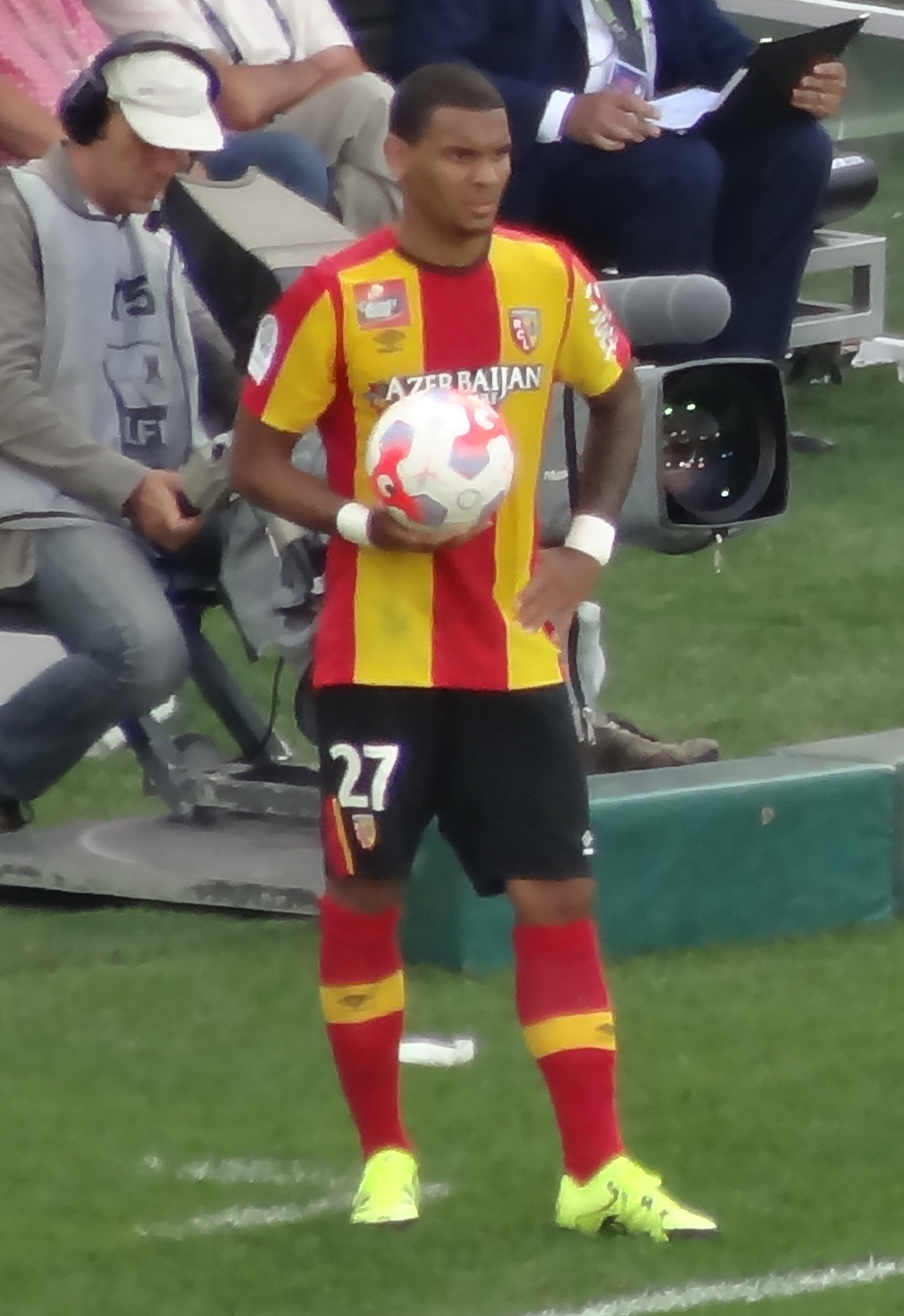
Kenny Lala atuando pelos Lens em 2015

Após quatro anos no Valenciennes, em 1 de julho de 2015 foi anunciado como novo reforço do Lens, assinando por dois anos com opção de renovação por mais um em caso do clube conseguir acesso a Primeira Divisão.

### Strasbourg
Em junho de 2017, Lala foi anunciado pelo Strasbourg, acertando um contrato por dois anos com clube. Durante o tempo que ficou no clube, foi titular na maioria dos jogos que disputou pelo clube. Após fazer uma boa temporada 2018–19, foi eleito para a seleção da Ligue 1, tendo marcado 5 vezes e distribuído 9 assistências. Ao todo 131 partidas, 13 gols e 17 assistências pelo clube de Estrasburgo, além do título da Copa da Liga Francesa de 2018–19.

### Olympiacos
Em 1 de fevereiro de 2021, foi anunciado no dia da janela de transferência de inverno pelo Olympiacos, assinando até junho de 2023. Apesar de ter atuado com certa regularidade no início de sua passagem pelo clube grego, acabou perdendo espaço com os técnicos Carlos Corberan e Míchel, onde foi divulgado que acabou optando por romper seu contrato em outubro de 2022. Atualmente 51 partidas e não fez gols, com três assistências distribuídas.

### Brest
Em 22 de dezembro de 2022, O Brest anunciou que havia chegado num acordo com Lala e que o mesmo ingressaria no clube a partir de 1 de janeiro de 2023, dia da abertura da janela de transferências. As boas atuações no clube o fizeram renovar seu contrato até 2025, sendo anunciado o acordo em 12 de julho de 2023.

## Vida pessoal
Lala nasceu em Villepinte e cresceu no 18th arrondissement of Paris, perto do Porte de Clignancourt. Lala é descendente de martinicanos . Tem duas irmãs e sua mãe antes trabalhava de vendedora na Zara e tambem sua empresária, sendo responsável pelo seu primeiro contrato profissional assinado com o Paris FC. Atualmente, sua mãe trabalha em uma  companhia francesa de gestão e construção pública, a L'Opac.

## Títulos

### Strasbourg
- Copa da Liga Francesa: 2018-19
- Superliga Grega: 2020–21, 2022–23

### Prêmios Individuais
- Jogador do mês da Ligue 1: dezembro de 2018
- Seleção da Ligue 1: 2018-19